# Hạm đội 5 Hoa Kỳ

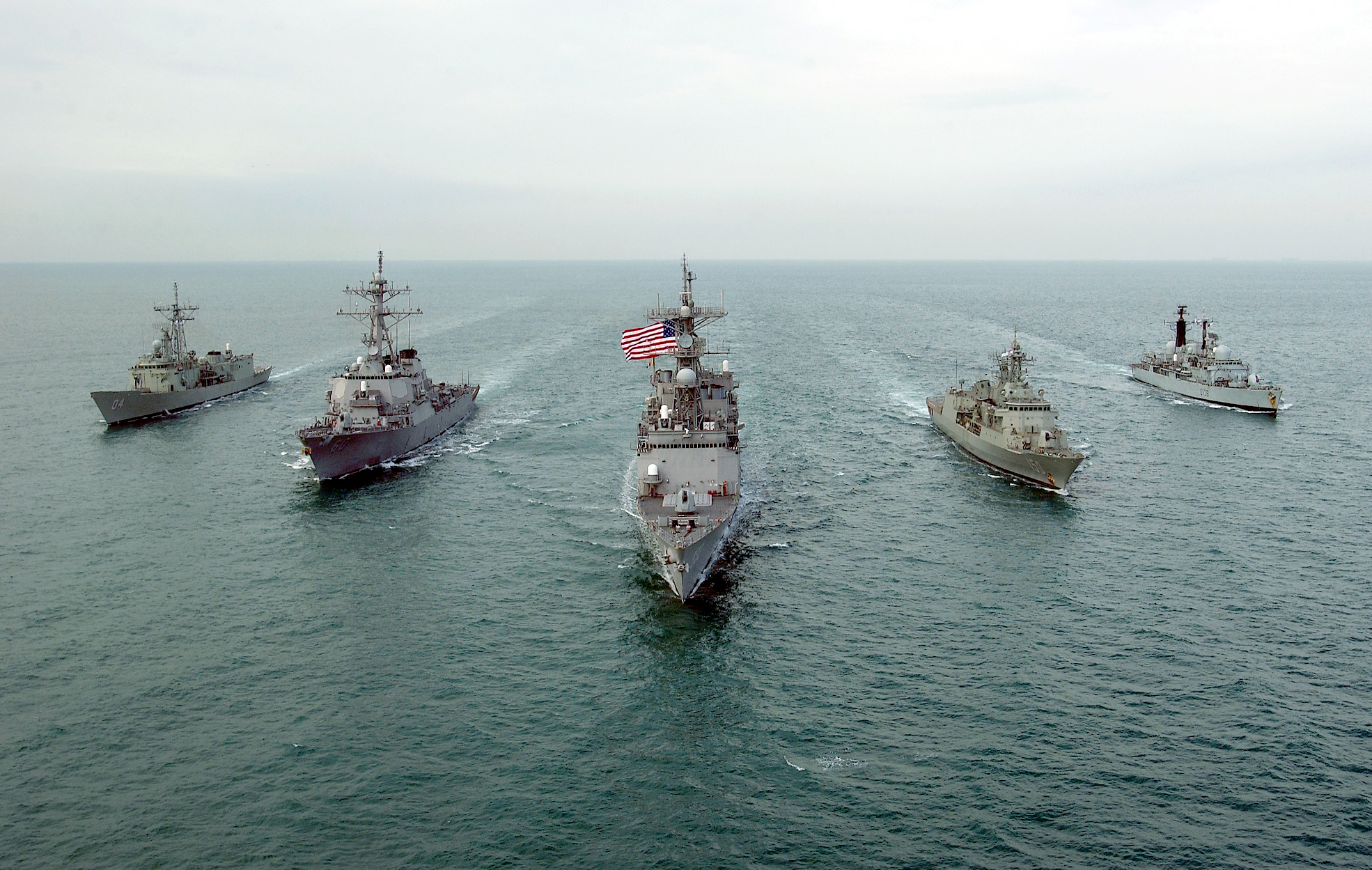

Hạm đội 5 Hoa Kỳ/Đệ ngũ Hạm đội Hoa Kỳ có trách nhiệm với các Lực lượng Hải quân trong Vịnh Ba Tư, Hồng Hải, Biển Ả Rập và ngoài khơi Đông Phi xa tận về phía nam như Kenya. Hạm đội có cùng Tư lệnh và Tổng Hành dinh với Bộ Tư lệnh miền Trung Tổng lực lượng Hải quân (Naval Forces Central Command). Tư lệnh hiện tại trong năm 2007 của Đệ ngũ Hạm đội là Phó Đô đốc Kevin J. Cosgriff. Lưu trữ ngày 23 tháng 11 năm 2007 tại Wayback Machine

## Lịch sử
Hạm đội 5 đầu tiên được thành lập vào ngày 26 tháng 4 năm 1944 từ Lực lượng miền Trung Thái Bình Dương và do Đố đốc Raymond Spruance chỉ huy nhưng bị giải tán sau chiến tranh. Các chiến hạm của Hạm đội 5 cũng là cơ bản của Hạm đội 3 với tên gọi là "Big Blue Fleet" khi dưới quyền tư lệnh của Đô đốc William Halsey. Spruance và Halsey luân phiên nhau giữ chức tư lệnh hạm đội cho các cuộc hành quân lớn. Sự luân phiên này cho phép đô đốc kia và ban tham mưu của mình thời gian chuẩn bị cho một lượt thay phiên tiếp theo. Lợi ích thứ hai là làm cho người Nhật tưởng nhầm như có hai hạm đội riệng biệt thật sự.
Trong Chiến tranh Vùng Vịnh lần thứ nhất, vùng này được các chiến hạm từ các hạm đội mang số khác tuần tra nhưng không có một hạm đội thật sự nào tồn tại cho khu vực trách nhiệm đã được ấn định. Vào tháng 7 năm 1995, một hạm đội mang số được nghĩ rằng là cần thiết. Sau 48 năm gián đoạn, Hạm đội 5 đã được tái xây dựng và hiện tại đảm nhiệm tuần tra Vịnh Ba Tư, Hồng Hải, và biển Á Rập. Tổng hành dinh của hạm đội đặt tại Manama ở Bahrain.
Hạm đội 5 là một bộ phận chỉ huy của Bộ tư lệnh miền Trung.
Trong những năm đầu có mặt của hạm đội, lực lượng của hạm đội thường thường bao gồm một Chiến đoàn Hàng không Mẫu hạm (Carrier Battle Group), một Đoàn Trực chiến Đổ bộ, các lực lượng tham chiến nổi, lực lượng tàu ngầm, các phi cơ thám thính và tuần tra biển, và các tàu tiếp vận. Tuy nhiên, với cuộc chiến chống khủng bố, chiến lược hải quân của Hoa Kỳ đã thay đổi. Các cuộc triển khai thời Chiến tranh Lạnh bây giờ là thuộc về quá khứ. Dần dần, chính sách luôn giữ một số chiến hạm trong những vùng nào đó của thế giới cũng đã qua. Tuy nhiên, như thông thường hạm đội hiện tại gồm có một Đoàn Công kích Hàng không Mẫu hạm, một Đoàn Trực chiến Đổ bộ hoặc Đoàn Công kích Viễn chinh, và các chiến hạm, máy bay cùng với 15.000 người phục vụ trên các chiến hạm và 1.000 nhân sự hỗ trợ trên bờ. 
Các lực lượng của Hạm đội 5 lên cao điểm là đầu năm 2003, khi 5 Hàng không mẫu hạm của Hải quân Hoa Kỳ, sáu tàu chở trực thăng chiến đấu đổ bộ của Thủy quân lục chiến, các tàu hộ tống và tiếp vận, và trên 30 tàu của Hải quân Hoàng gia được đặt dưới quyền tư lệnh của Hạm đội 5. Sau sự sụp đổ của Baghdad vào tháng 4 năm 2003, số lượng lớn các chiến hạm nhanh chóng được rút xuống. Trừ khi có các căng thẳng cực kỳ nghiêm trọng trong vùng, các lực lượng của hạm đội có thể sẽ ở mức độ thấp hơn so với trường hợp các năm vừa qua.
Cùng với Bộ Tư lệnh miền Trung Tổng Lực lượng Hải quân, Hạm đội 5 giám sát 3 lực lượng đặc nhiệm đang theo dõi các hoạt động trên biển: Lực lượng Đặc Nhiệm Kết hợp 158 trong Bắc Vịnh Ba Tư, Lực lượng Đặc Nhiệm Kết hợp 150 qua Sừng châu Phi, và Lực lượng Đặc Nhiệm 152 có thể trong Vịnh Oman và Biển Á Rập.

## Các đơn vị trực thuộc
Lực lượng Đặc nhiệm 50, Lực lượng Chiến đấu
Lực lượng Đặc nhiệm 51, Lực lượng Đổ bộ
Lực lượng Đặc nhiệm 53, Lực lượng Tiếp vận
Lực lượng Đặc nhiệm 54, (Vừa là Lực lượng Đặc nhiệm 74) Lực lượng tàu ngầm đỉnh
Lực lượng Đặc nhiệm 57, (Vừa là Lực lượng Đặc nhiệm 72) Lực lượng Thám thính và Tuần tra (Sử dụng máy bay thám thính và tuần tra biển P-3 và EP-3)
Lực lượng Đặc nhiệm 58, Lực lượng Thám sát Biển (Bắc Vịnh Ba Tư)
Lực lượng Đặc nhiệm 59, Lực lượng Viễn chinh/Lực lượng Biệt động (Khi cần, như tháng 7-8 năm 2006 thi hành sứ mệnh di tản ở Liban)